# 觉莫吞
觉莫吞（1969年7月21日—），缅甸外交官、現任缅甸常驻联合国代表。

## 生平
毕业于仰光大学，硕士毕业于日本国际大学。2016年至2018年在缅甸外交部国际组织与经济部任职，2018年至2020年任缅甸驻联合国在日内瓦办事处代表。2020年10月20日向联合国秘书长古特雷斯递交了作为缅甸常驻联合国代表的全权证书。2021年缅甸军事政变后的2月20日，觉莫吞在联合国大会发言时代表翁山蘇姬的民選政府呼吁国际社会谴责缅甸军事政变。緬甸軍政府旋即宣佈將他解職，但由於聯合國不承認軍政府的合法性，联合国大会全权证书委员会未受理其他递交全权证书的请求，由此觉莫吞仍在联合国代表缅甸。軍政府多次策劃對他的襲擊。